# Chihuahua de pelo liso
El chihuahua de pelo liso o chihuahua de pelo corto es una variedad de la raza de perro Chihuahueño, que se diferencia de la de pelo largo.

## Características
La raza es definida por su masa corporal, no su altura, por lo que los tamaños varían notablemente, típicamente entre 16 y 20 centímetros a la cruz. La raza es más larga que alta, prefiriéndose machos de cuerpo corto.
Su peso no puede superar las 6 libras (2,7 kilogramos).
El pelo de la variedad debe ser suave, corto y brillante, abundante en el tronco, preferentemente escaso en la cabeza y orejas, con un collarín alrededor del cuello, y con una cola lanosa. Es aceptable cualquier color, los más comunes son rubio claro, arena, marrón y plata, también hay bicolor y tricolor con manchas. Todos los colores son permitidos por la Federación Cinalógica Internacional, a excepción del color mirlo o merle.
Viven alrededor de 13 años. Son de carácter inteligente, agresivo y posesivo.

## Enfermedades
La raza requiere relativamente pocos cuidados, aunque deben protegerse de los climas fríos. Se debe prestar especial atención a que no les entre agua en las orejas, pues son propensos a la infecciones. También requieren una buena higiene bucal, para prevenir la caída de dientes.
Pueden sufrir de enfermedades cardíacas y problemas a la vista.
Por el tamaño que tiene los chihuahuas son propensos a tener problemas en la dentadura, pueden presentar una alineación regular, incluso problemas más importantes como enognatismo. También es importante cuidar sus dientes para que no haya acumulación de sarro y mal aliento.